# Aqib Ilyas
Aqib Ilyas Sulehri (* 5. September 1992 in Sialkot, Pakistan) ist ein omanischer Cricketspieler, der seit 2015 für die omanische Nationalmannschaft spielt.

## Kindheit und Ausbildung
Sein Bruder, Adnan Ilyas, spielt ebenfalls Cricket für den Oman. Die Familie zog von Pakistan in den Oman, als Aqib sechs Monate alt war.

## Aktive Karriere
Ilyas gab sein Twenty20-Debüt für den Oman gegen Hongkong im November 2015. Im Januar 2017 konnte er bei einem Acht-Nationen-Turnier in den Vereinigten Arabischen Emiraten ebenfalls gegen Hongkong sein erstes internationales Fifty über 56* Runs erzielen. Sein ODI folgte im April 2019 bei der ICC World Cricket League Division Two 2019 gegen den Gastgeber Namibia. Im August 2019 konnte er bei einem Drei-Nationen-Turnier in Schottland gegen den Gastgeber (61 Runs) und Papua-Neuguinea (63 Runs) je ein Fifty erzielen. Beim ICC Men’s T20 World Cup Qualifier 2019 konnte er gegen Kanada ein weiteres Half-Century erreichen und half damit die Qualifikation für die Weltmeisterschaft zu sichern. Im weiteren Verlauf der Saison 2019/20 erzielte er dann bei einem heimischen Drei-Nationen-Turnier ein Fifty (80* Runs) gegen die Vereinigten Arabischen Emirate und wurde dafür ausgezeichnet. Daraufhin reiste er mit dem Team weiter nach Nepal, wo er in einem weiteren Turnier erst ein Fifty (72 Runs) gegen die Vereinigten Staaten. Darauf folgte gegen Nepal ein Century über 109* Runs aus 108 Bällen als Batter und 4 Wickrts für 36 Runs als Bowler, wofür er ausgezeichnet wurde. In einem weiteren Spiel gegen die Vereinigten Staaten konnte er dann ebenfalls ein Century (105 Runs aus 123 Bällen), sowie drei Wicket (3/14) erreichen.
Nach der Pause auf Grund der COVID-19-Pandemie erziuelte er zunächst bei einem heimischen Drei-Nationen-Turnier gegen Papua-Neuguinea ein Fifty (56 Runs). Beim darauf folgenden ICC Men’s T20 World Cup 2021 gelang ihm ebenfalls gegen Papua-Neuguinea ebenfalls ein Fifty über 50* Runs, als er zusammen mit Jatinder Singh den Sieg sicherstellte. Beim ICC Cricket World Cup Qualifier 2023 konnte je ein Fifty gegen Irland (52 Runs) und die Vereinigten Arabischen Emirate (53 Runs) erzielen und so das Team in die Super-6-Runde führen. Beim Finale der Men’s Gulf T20I Championship 2023 erreichte er gegen die Vereinigten Arabischen Emirate ein Fifty und wurde beim Turniersieg als Spieler des spiels ausgezeichnet. Bei der Asien-Qualifikation für die folgende Twenty20-Weltmeisterrschaft steuerte er ein Fifty (63 Runs) gegen Singapur und vier Wickets (4/10) im Halbfinale gegen Bahrain hinzu und wurde ebenfalls jeweils ausgezeichnet. Bei der Qualifikation für den Asia Cup im April 2024 erreichte er ein Fifty (62 Runs) gegen Bahrain, drei Wickets (3/14) gegen Kuwait und ein Fifty über 62* Runs und drei Wickets (3/14) gegen Hongkong. Kurz darauf wurde er für den ICC Men’s T20 World Cup 2024 als Kapitän ernannt. Seine beste Leistung dort waren 18 Runs gegen Australien, als er mit dem Team in der Vorrunde sieglos ausschied.